# Катун (дем Бук)
Вижте пояснителната страница за други значения на Катун.
Катун (на гръцки: Διπόταμα, Дипотама, до 1927 година Κατούν, Катун) е село в Република Гърция, разположено на територията на дем Бук (Паранести) в област Източна Македония и Тракия.

## География
Катун се намира на 560 m надморска височина в южните подстъпи на планината Родопи. Васил Кънчов го определя като чечко село, попадащо в Драмския Чеч.

## История

### В Османската империя
Съгласно статистиката на Васил Кънчов („Македония. Етнография и статистика“) към 1900 година Кътънъ е българо-мохамеданско селище. В него живеят 650 българи-мохамедани в 120 къщи. Според гръцката статистика, през 1913 година в Катун (Κατούν) живеят 1061 души.

### В Гърция
След Междусъюзническата война в 1913 година Катун попада в Гърция. През 1923 година жителите на Катун са изселени в Турция. На тяхно място са настанени 473 души бежанци. През 1927 година името на селото е сменено от Катун (Κατούν) на Дипотама (Διπόταμα). През 1928 година в Катун са заселени 7 гръцки семейства с 23 души - бежанци от Турция.
| Година    | 1913 | 1920 | 1928 | 1940 | 1951 | 1961 | 1971 | 1981 | 1991 | 2001 | 2011 | 2021 |
| --------- | ---- | ---- | ---- | ---- | ---- | ---- | ---- | ---- | ---- | ---- | ---- | ---- |
| Население | 1061 | 705  | 473  | 622  | 0    | 181  | 34   |      |      | 18   | 17   | 6    |